# Josh Godfrey
Pour les articles homonymes, voir Godfrey.
Josh Godfrey (né le 15 janvier 1988 à Collingwood, Ontario au Canada) est un joueur canadien de hockey sur glace.

## Carrière de joueur
Formé dans la Ligue de hockey de l'Ontario, il fut un choix de deuxième ronde lors du repêchage de la Ligue nationale de hockey en 2007 des Capitals de Washington. Il participe avec l'équipe LHO au Défi ADT Canada-Russie en 2007. Il joignit le club-école des Capitals au terme de la saison 2007-2008 où il joua une partie en séries éliminatoires. Depuis, il évolue pour les Stingrays de la Caroline du Sud et est parfois appelé à jouer pour les Bears de Hershey de la Ligue américaine de hockey.
En 2008, il représenta le Canada au Championnat du monde junior de hockey sur glace. Il y remporta une médaille d'or.

## Statistiques

### En club
| Saison    | Équipe                           | Ligue      |    | Saison régulière | Saison régulière | Saison régulière | Saison régulière | Saison régulière |   | Séries éliminatoires | Séries éliminatoires | Séries éliminatoires | Séries éliminatoires | Séries éliminatoires |
| Saison    | Équipe                           | Ligue      | PJ | B                | A                | Pts              | Pun              | PJ               | B | A                    | Pts                  | Pun                  |                      |                      |
| 2004-2005 | Storm de Guelph                  | LHO        | 18 | 0                | 4                | 4                | 9                | 1                | 0 | 0                    | 0                    | 0                    |                      |                      |
| 2005-2006 | Storm de Guelph                  | LHO        | 33 | 2                | 8                | 10               | 38               | -                | - | -                    | -                    | -                    |                      |                      |
| 2005-2006 | Greyhounds de Sault-Sainte-Marie | LHO        | 30 | 6                | 5                | 11               | 26               | 1                | 0 | 1                    | 1                    | 0                    |                      |                      |
| 2006-2007 | Greyhounds de Sault-Sainte-Marie | LHO        | 68 | 24               | 33               | 57               | 80               | 13               | 9 | 5                    | 14                   | 18                   |                      |                      |
| 2007-2008 | Greyhounds de Sault-Sainte-Marie | LHO        | 60 | 17               | 34               | 51               | 61               | 14               | 5 | 1                    | 6                    | 20                   |                      |                      |
| 2007-2008 | Bears de Hershey                 | LAH        | -  | -                | -                | -                | -                | 1                | 0 | 0                    | 0                    | 0                    |                      |                      |
| 2008-2009 | Stingrays de la Caroline du Sud  | ECHL       | 37 | 5                | 20               | 25               | 30               | 6                | 1 | 3                    | 4                    | 10                   |                      |                      |
| 2008-2009 | Bears de Hershey                 | LAH        | 13 | 0                | 6                | 6                | 21               | -                | - | -                    | -                    | -                    |                      |                      |
| 2009-2010 | Stingrays de la Caroline du Sud  | ECHL       | 29 | 5                | 11               | 16               | 20               | 1                | 0 | 0                    | 0                    | 2                    |                      |                      |
| 2009-2010 | Bears de Hershey                 | LAH        | 2  | 0                | 0                | 0                | 0                | -                | - | -                    | -                    | -                    |                      |                      |
| 2010-2011 | Stingrays de la Caroline du Sud  | ECHL       | 49 | 15               | 12               | 27               | 24               | -                | - | -                    | -                    | -                    |                      |                      |
| 2010-2011 | Bears de Hershey                 | LAH        | 3  | 0                | 0                | 0                | 2                | -                | - | -                    | -                    | -                    |                      |                      |
| 2010-2011 | Wolves de Chicago                | LAH        | 4  | 0                | 1                | 1                | 0                | -                | - | -                    | -                    | -                    |                      |                      |
| 2011-2012 | Senators de Binghamton           | LAH        | 38 | 2                | 6                | 8                | 6                | -                | - | -                    | -                    | -                    |                      |                      |
| 2011-2012 | Jackals d'Elmira                 | ECHL       | 5  | 1                | 2                | 3                | 0                | 2                | 0 | 0                    | 0                    | 6                    |                      |                      |
| 2012-2013 | Wranglers de Las Vegas           | ECHL       | 33 | 4                | 5                | 9                | 23               | -                | - | -                    | -                    | -                    |                      |                      |
| 2012-2013 | IceCaps de Saint-Jean            | LAH        | 4  | 0                | 0                | 0                | 0                | -                | - | -                    | -                    | -                    |                      |                      |
| 2013-2014 | EV Landshut                      | DEL 2      | 54 | 11               | 27               | 38               | 115              | 14               | 3 | 5                    | 8                    | 30                   |                      |                      |
| 2014-2015 | Sparta Warriors                  | GET ligaen | 41 | 6                | 7                | 13               | 24               | 4                | 1 | 1                    | 2                    | 4                    |                      |                      |
| 2015-2016 | Coventry Blaze                   | EIHL       | 34 | 7                | 14               | 21               | 54               | 11               | 2 | 2                    | 4                    | 31                   |                      |                      |
| 2016-2017 | Coventry Blaze                   | EIHL       | 46 | 8                | 10               | 18               | 68               | -                | - | -                    | -                    | -                    |                      |                      |

### En équipe nationale
| Année | Équipe | Compétition                 |   | PJ | B | A | Pts | Pun           |  | Résultats |
| 2008  | Canada | Championnat du monde junior | 7 | 0  | 5 | 5 | 8   | Médaille d'or |  |           |